# Geelbruine verpleegsterhaai
De geelbruine verpleegstershaai (Nebrius ferrugineus)  is een verpleegsterhaai die leeft in tropische en warme gematigde zeeën.

## Beschrijving
De soort kan een lengte van meer dan drie meter bereiken. De kop is groot en afgeplat met kleine ogen met een horizontale pupil. De platte mond is voorzien van baarden die helpen bij het detecteren van prooien. De tanden zijn kamvormig met 10 tot 12 punten. Deze tanden hebben geen wortel maar zijn vastgehecht door een membraan. De haai heeft verschillende rijen tanden waarvan de eerste rij verticaal is gepositioneerd en dient om de prooi vast te grijpen. De verdere rijen tanden zijn horizontaal gepositioneerd en dienen als reservetanden.
De rug en de flanken gaan van bruin tot blauwgrijs en de buik is lichter van kleur. De haai is in staat om van kleur te veranderen om zich aan te passen aan de omgeving waarin hij rust.

## Gedrag
Het is een nachtelijke jager die de dag "slapend" op de bodem doorbrengt. Bij duisternis gaat hij op zoek naar krabben, inktvis, octopussen, koraal (poliepen), zee-egels en vissen om zich te voeden. De soort is niet gevaarlijk voor de mens, tenzij de haai gestoord wordt.

## Voortplanting
De geelbruine verpleegsterhaai bereikt een voortplantingsleeftijd na 15 tot 20 jaar. Daarna paart de vis om de twee jaar. De soort is ovovivipaar en het duurt zes maanden tot de jongen geworpen worden. In de uterus vindt er veelvuldig kannibalisme plaats waarbij de oudste jongen eieren en embryo's opeten. Bij de geboorte zijn de jongen, meestal 4 tot 8 per worp, zo'n 30 tot 40 cm groot. De jongen leven onmiddellijk zelfstandig. Ze groeien ongeveer 15  cm per jaar in lengte en 2 tot 3 kg per jaar in gewicht.

## Voorkomen
De soort komt voor van de Westelijke Indische Oceaan en de Rode Zee tot Australië en de Westelijke Stille Oceaan. De soort leeft komt gewoonlijk voor op diepten tussen 5 en 25 meter maar komt voor op diepten tot 70 m. Ze leven dicht bij of op de bodem in of langs lagunes, buitenste randen van koraalriffen of rotsachtige gebieden.
De soort kreeg van de IUCN de status kwetsbaar. De vis wordt regelmatig gevangen als bijvangst, maar hij wordt ook gevist voor zijn vinnen, zijn vlees of zijn huid. Verder heeft de soort te lijden van de vervuiling en menselijke ontwikkeling van de kustgebieden waar hij woont. In gebieden van India en Thailand is de soort uitgestorven.